# Automanutenzione
L'automanutenzione, detta anche manutenzione autonoma o AM, è quella operata dall'utilizzatore del sistema, ed è uno dei pilastri su cui è fondata la Total Productive Maintenance e la World Class Manufacturing.
Questo tipo di approccio parte da due semplici assunti.
- il primo evidenzia come la prima persona in grado di percepire il "segnale debole" che un sistema (macchina, impianto o similare) genera al primo insorgere di un'anomalia sia l'utilizzatore stesso del sistema.

- il secondo suggerisce che operazioni manutentive semplici, ad esempio controlli visivi e sensoriali, possano essere demandati a personale con basse competenze tecniche rispetto agli operatori ed ai tecnici di manutenzione, più esperti e certamente più adatti ad interventi complessi, sgravando da un lato questi ultimi di operazioni semplici e ripetitive che non portano valore aggiunto e nel contempo elevando le competenze degli operatori di impianto, che pian piano inizieranno a comprendere meglio eventuali anomalie degli impianti.

Il concetto di automanutenzione vuole quindi portare nelle organizzazioni produttive il tipico modello comportamentale che normalmente si adotta nella vita quotidiana, ad esempio nel caso di un'automobile, dove il proprietario in genere si occupa di effettuare controlli periodici (livelli di olio, acqua, ecc.), di mantenerne la pulizia, di effettuare semplici operazioni di manutenzione (ad esempio rabboccare il livello dell'olio) e di "percepire" ogni eventuale anomalia tale da suggerire il ricorso a una manutenzione specialistica.
In questo esempio, quando il "conduttore" dell'impianto, cioè il proprietario dell'automobile, riscontrerà un'anomalia a cui non è in grado di far fronte o dovrà effettuare un'operazione manutentiva complessa, si rivolgerà ad un tecnico qualificato.
Nella pratica operativa l'automanutenzione consiste nel formare i conduttori degli impianti ad eseguire semplici operazioni quali, per citarne alcune:
- la pulizia periodica delle macchine e degli impianti, che permette di verificarne visivamente le condizioni e di valutare, ad esempio, la presenza di perdite di olio;
- la verifica di livelli e di indicatori, ad esempio la corretta pressione di alimentazione dell'aria compressa di una macchina o il corretto livello dell'olio in un riduttore;
- l'esecuzione di rabbocchi e ripristini nel caso, ad esempio, che il livello dell'olio sia inferiore al previsto;
- l'effettuazione di piccoli interventi di manutenzione, ad esempio la sostituzione di un filtro agevolmente smontabile.

Tale tipo di approccio alla manutenzione è in grado di portare, secondo i teorici di tale filosofia, una serie di vantaggi quali:
- un aumento delle conoscenze tecniche e della consapevolezza negli operatori dell'impianto;
- un maggiore coinvolgimento e presa di responsabilità degli operatori di impianto per il buon mantenimento degli impianti produttivi;
- un controllo più frequente delle macchine e degli impianti e una conseguente maggiore rapidità di intervento in caso di guasto o anomalia;
- un aumento della disponibilità delle risorse più qualificate, che potranno così dedicarsi ad interventi più complessi ed al miglioramento continuo;
- un miglioramento della disponibilità degli impianti e delle loro prestazioni, anche in termini di qualità dei prodotti (una macchina che funziona bene produrrà prodotti di migliore qualità);
- un miglioramento degli indici generali di manutenzione;
- una conseguente riduzione dei costi di manutenzione;
- un generale cambiamento di approccio e di mentalità nelle maestranze.

È importante sottolineare come proprio il cambiamento di mentalità sia uno dei temi più evidenziati e tuttavia più controversi nell'applicazione di questo tipo di approccio perché se da un lato l'operatore di impianto vede aumentare le proprie conoscenze e competenze, oltre che portare un indubbio vantaggio all'organizzazione aziendale, non si deve dimenticare che tale cambiamento può scontrarsi con le resistenze interne date da una cultura aziendale ormai consolidata nonché da considerazioni di tipo contrattuale e di responsabilità, in particolare in aziende dove le mansioni siano particolarmente specifiche e specificate. 
In Italia, si affermò per la prima volta nel periodo fra le due guerre, nella gestione della manutenzione delle grandi navi (due corazzate di quasi 50.000 tonnellate di stazza) della Regia Marina Italiana.
In queste navi, delle dimensioni di una città galleggiante, e con oltre 5.000 uomini di equipaggio, era impensabile fare manutenzione senza la collaborazione di tutto l'equipaggio, non solo del personale preposto, quindi, ma anche degli utilizzatori dei sistemi cui erano affidati le operazioni di manutenzione più elementari.
Nel settore dell'ambiente costruito si ebbe un esempio di automanutenzione con i Laboratori di quartiere, teorizzati e sperimentati da Giovanni Ferracuti e da Gianfranco Dioguardi all'inizio degli anni ottanta del secolo scorso.
Negli anni novanta ci fu una particolare enfasi nell'applicazione dell'automanutenzione nei settori manifatturieri e industriali in genere con nomi quali Luciano Furlanetto, Renzo Davalli, Francesco Maria Cominoli, Rino Torti, Giuseppe Meneguzzo, Franco Santini, solo per citarne alcuni, che sia singolarmente che con l'Associazione Italiana di Manutenzione AIMAN, attraverso convegni, pubblicazioni, libri e corsi di formazione hanno dato una spinta importante a questo tipo di approccio.
Oggi, in particolare a seguito dell'enfasi per l'aumento di efficienza degli impianti produttivi e la conseguente riduzione costi, l'attenzione a modelli di gestione di manutenzione che contengano aspetti di automanutenzione sta tornando pian piano in auge.